# Воля-Филиповска

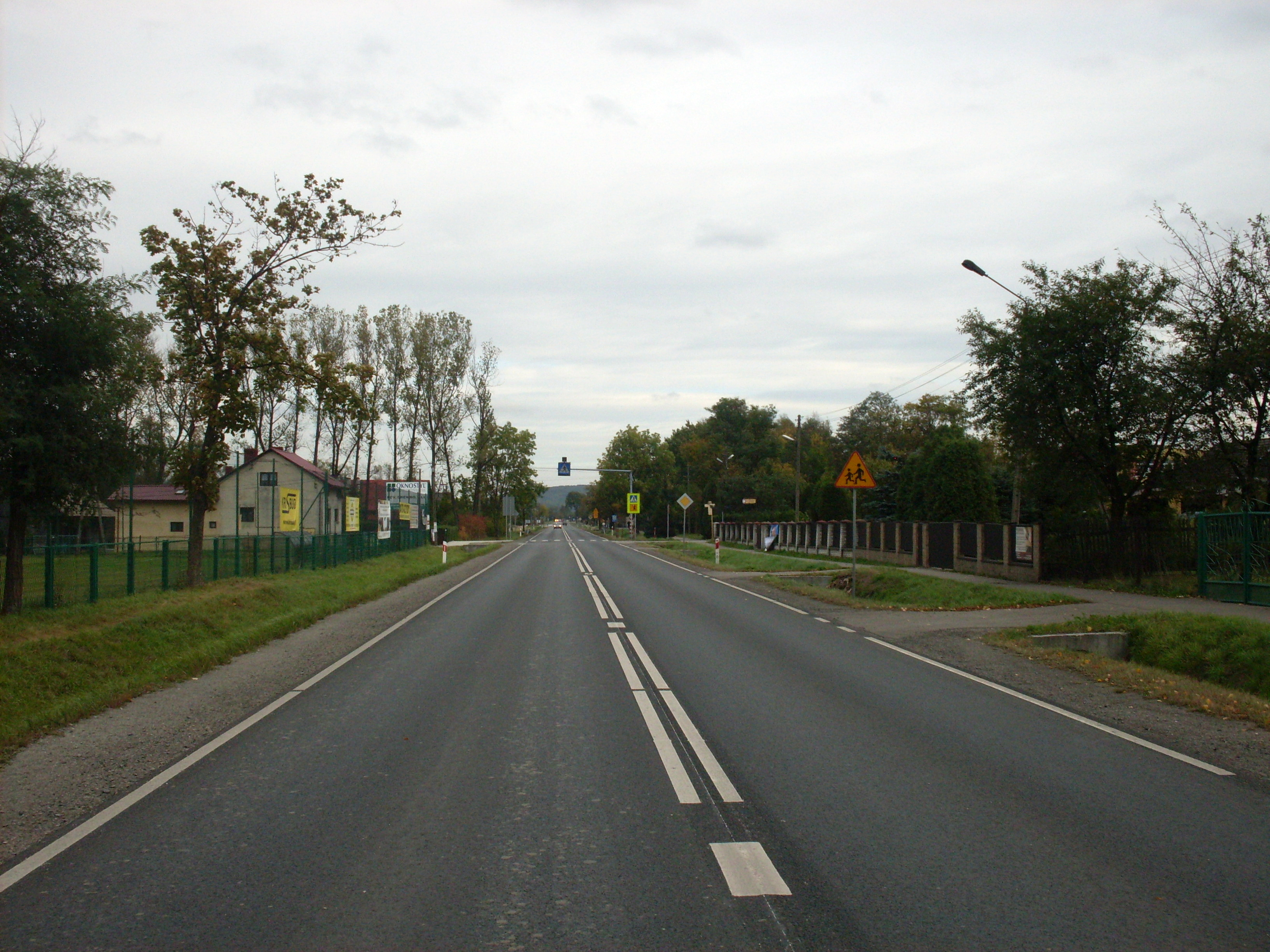
Вид села

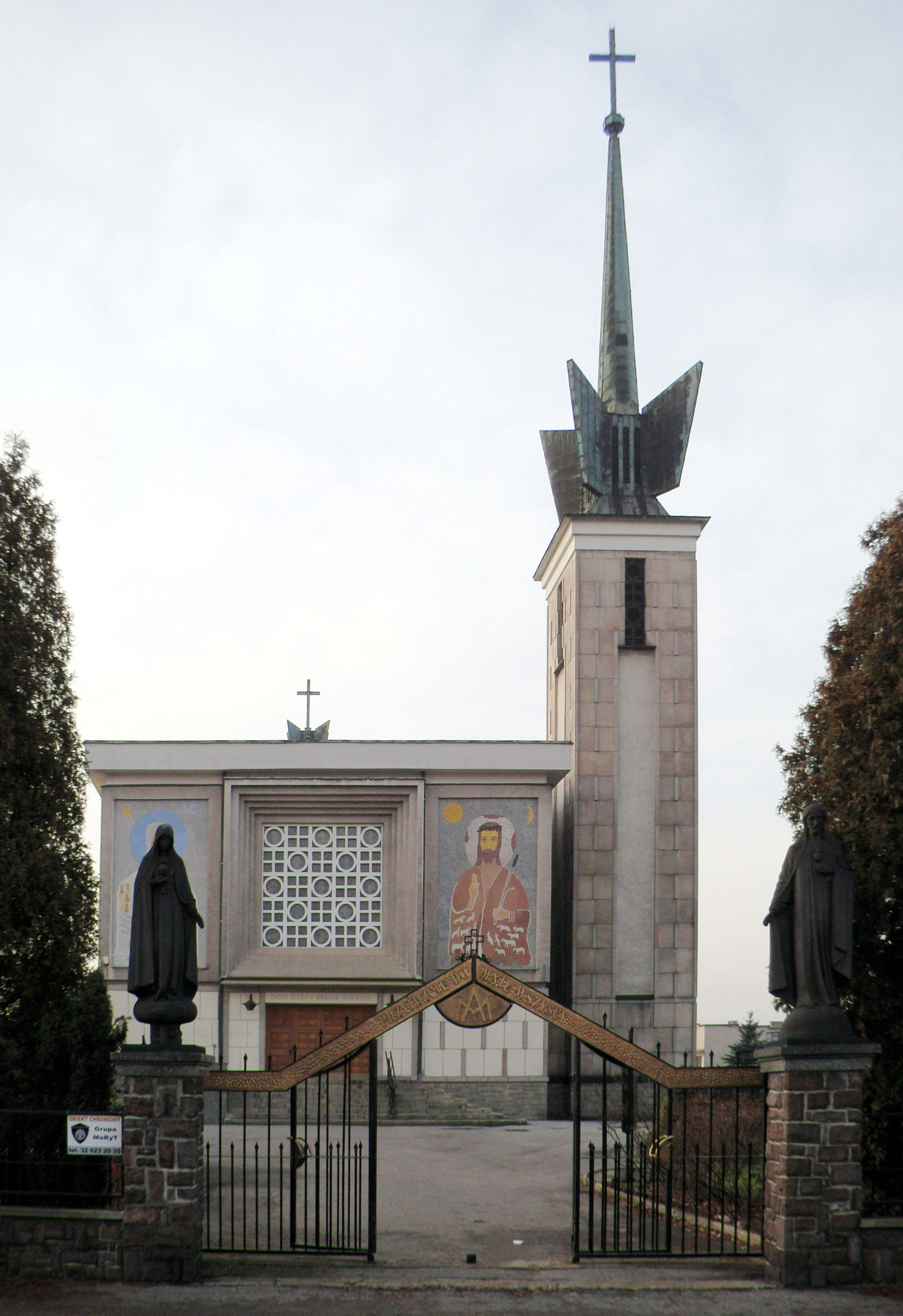
Церковь святого Максимиллиана Кольбе

Во́ля-Филипо́вска (пол. Wola Filipowska) — село в Польше в сельской гмине Кшешовице Краковского повета Малопольского воеводства.

## География
Через село проходит государственная дорога № 79 и железнодорожная линия № 133 Краков-Катовице со станцией «Воля-Филиповска». Около села протекает реки Дулувка и Филипувка. На южной и южно-западной стороне села начинается Дулёвская пуща.
Воля-Филиповска состоит из частей, которые имеют собственные наименования: Бялка, Борек, Пастерник, Стара-Воля, За-Бялкой.

## История
Село сформировалось на месте предыдущего поселения «Стара-Воля», от которого сохранилось наименование одной из частей села. Стара-Воля располагалась среди Дулёвской пущи. Жители села занимались изготовлением дёгтя и древесного угля для соседнего Теньчинского замка. До 1795 года село входило в состав Краковского повета. С июля 1796 года по июль 1809 года село входило в состав краковского округа Западной Галиции Австро-Венгрии. С 1846 года по 1853 год село было составной частью Вольного города Краков. С 26 октября 1939 года по 18 января 1945 год село входило в состав гмины Крессеендорф дистрикта Кракова.
В XIX веке на границе с соседним Кшешовице был построен небольшой кирпичный завод, который был перевезён владельцами Потоцкими из Тенчина. В начале XX века в селе была построена кузница. С 1949 года в селе одноимённый остановочный пункт железной дороги.
В конце 90-х годов XX столетия восточная часть села под названием «Зелёная» была передана городу Кшешовице.
С 1954 года по 1972 год Воля-Филиповска была административным центром громады Воля-Филиповска, в состав которой входила Воля-Филиповска с упразднённой гминами Теньчинек-Филиповице и упразднённой гминой Нова-Гура (сегодня — территория Хшанувского повета). С 1973 года по 1976 год село входило в состав упразднённой гмины Теньчинек Хшанувского повета. В 1975—1998 годах село входило в состав Краковского воеводства.

## Население
По состоянию на 2013 год в селе проживало 2 834 человека.
| 2008  | 2013  |
| ----- | ----- |
| 2 787 | 2 834 |

| Перепись  | Всего   | Всего | Женщины | Женщины | Мужчины | Мужчины |
| --------- | ------- | ----- | ------- | ------- | ------- | ------- |
| Единицы   | человек | %     | человек | %       | человек | %       |
| Население | 2 834   | 100   | 1 480   | 52,22   | 1 354   | 47,78   |

## Достопримечательности
- Церковь святого Максимиллиана Кольбе;
- На границе с городом Кшешовице находится памятный камень, поставленный в память о казнённых здесь 23 ноября 1943 года сорок двух заложников из краковской тюрьмы «Монтелюпих».